# Hunter Lovins
Hunter Lovins est une avocate et écologiste américaine née le 26 février 1950.

## Biographie
En 1979, Hunter Sheldon épouse Amory Lovins. En 1982, elle crée avec lui et d'autres écologistes le Rocky Mountain Institute, installé dans le Colorado en 1984, qui vise à libérer l'économie mondiale de la dépendance aux combustibles fossiles.
Amory et Hunter se séparent en 1989. Leur divorce est prononcé en 1999. Hunter Lovins quitte le Rocky Mountain Institute en 2002.
Hunter Lovins est autrice ou coautrice de livres qui promeuvent les principes de l'efficacité énergétique auprès du grand public et des entreprises.

## Reconnaissance
Ses travaux lui ont valu de nombreux prix et récompenses, notamment le Right Livelihood Award avec son mari en 1983, « ... pour leur travail de pionniers dans la promotion de l'énergie douce pour la sécurité mondiale » et en 2012 le prix Rachel Carson de la National Audubon Society.

## Œuvres
- (fr) Hunter Lovins, Amory B Lovins et Ernst Ulrich von Weizsäcker, Facteur 4 : deux fois plus de bien-être en consommant deux fois moins de ressources : Rapport au Club de Rome, Terre vivante, 1997, 320 p. (ISBN 978-2-904082-67-2)
- (fr) Hunter Lovins, Amory B Lovins et Paul Hawken (trad. de l'anglais), Natural capitalism : comment réconcilier économie et environnement, Paris, Scali, 2008, 646 p. (ISBN 978-2-35012-221-2)

### Autres sources

#### Sites en français
- (fr) Agnès Sinai, « Rencontre avec Amory Lovins, président du Rocky Mountain Institute », in : Site de, sur actu-environnement.com, actu-environnement, 2009 (consulté le 21 février 2010)
- (fr) Laure Noualhat pour Libération, « Amory Lovins : Il faut changer les mégawatts en négawatts, é-co-no-mi-ser », in : Site de, sur infosdelaplanete.org, Planète urgence, 2009 (consulté le 21 février 2010)